# Оптеруша
Оптеруша (алб. Opterushë) насељено је место у Србији, у општини Ораховац. Административно припада Косову и Метохији, односно Призренском управном округу. Према попису из 2011. године било је 1.911 становника.
Овде се налази црква Светог Ђорђа.

## Географија
Насеље је збијеног типа, и делом лежи у долини, а делом у страни брежуљка југоисточно од Ораховца, од којег је удаљено око 8 километара. Северно од села се уздиже брдо Милановац, а источно и западно пружају се питоми брежуљци. Јужно од села се простире долина према суседном селу Ретимљу. Подножјем брда Милановца води пут од Ораховца према Сувој Реци и повезује Оптерушу са тим градовима и суседним селима Зочиштем и Великом Хочом.

## Историја
На једном узвишењу, на периферији села према северу, налази се гробље. У њему се налази неколико камених плоча у које су урезани крстови. У гробљу су зидине цркве Светог Ђорђа. Јужно од села, на једном узвишењу, била је црква Светог Спаса, о којој мештани не знају ни када је подигнута ни када је срушена. На њеним рушевинама је 1925. подигнута нова, која је покривена црепом и омалтерисана, па нема фресака. У селу се налази и црква Светог Николе, обновљена 1934. године.
У Оптеруши је 1979. године радила четвороразредна основна школа, истурено одељење матичне школе из Зочишта. У њој се изводила настава на српском и албанском језику, али миграција српског становништва је довела до смањења српских ученика.

## Становништво
Према попису из 1981. године место је било већински насељено Албанцима. Након напада на Ораховац 1998. године Срби напуштају Оптерушу.
Упоредни преглед етничког састава становништва 1961, 1981. и 2011. године
| Етнички састав према попису из 1961.‍ | Етнички састав према попису из 1961.‍ | Етнички састав према попису из 1961.‍ | Етнички састав према попису из 1961.‍ | Етнички састав према попису из 1961.‍ |
| ------------------------------------ | ------------------------------------ | ------------------------------------ | ------------------------------------ | ------------------------------------ |
|                                      |                                      |                                      |                                      |                                      |
| Албанци                              | Албанци                              |                                      | 809                                  | 73,4%                                |
| Срби                                 | Срби                                 |                                      | 264                                  | 24,1%                                |
| Роми                                 | Роми                                 |                                      | 24                                   | 2,2%                                 |
| Укупно: 1.097                        |                                      |                                      |                                      |                                      |

| Етнички састав према попису из 1981.‍ | Етнички састав према попису из 1981.‍ | Етнички састав према попису из 1981.‍ | Етнички састав према попису из 1981.‍ | Етнички састав према попису из 1981.‍ |
| ------------------------------------ | ------------------------------------ | ------------------------------------ | ------------------------------------ | ------------------------------------ |
|                                      |                                      |                                      |                                      |                                      |
| Албанци                              | Албанци                              |                                      | 1.655                                | 89,9%                                |
| Срби                                 | Срби                                 |                                      | 173                                  | 9,4%                                 |
| Роми                                 | Роми                                 |                                      | 12                                   | 0,6%                                 |
| Укупно: 1.841                        |                                      |                                      |                                      |                                      |

| Етнички састав према попису из 2011.‍ | Етнички састав према попису из 2011.‍ | Етнички састав према попису из 2011.‍ | Етнички састав према попису из 2011.‍ | Етнички састав према попису из 2011.‍ |
| ------------------------------------ | ------------------------------------ | ------------------------------------ | ------------------------------------ | ------------------------------------ |
|                                      |                                      |                                      |                                      |                                      |
| Албанци                              | Албанци                              |                                      | 1.905                                | 99,7%                                |
| Ашкалије                             | Ашкалије                             |                                      | 6                                    | 0,3%                                 |
| Укупно: 1.911                        |                                      |                                      |                                      |                                      |

Број становника на пописима:
|             | \| Демографија[5] \| Демографија[5] \| Демографија[5] \| \| Година \| Становника \| Становника \| \| -------------- \| -------------- \| -------------- \| \| 1948. \| 912 \| \| \| 1953. \| 1.011 \| \| \| 1961. \| 1.097 \| \| \| 1971. \| 1.345 \| \| \| 1981. \| 1.841 \| \| \| 1991. \| 2.177 \| \| |            |
| Демографија | |            |
| Година      | Становника | Становника |
| 1948.       | 912 |            |
| 1953.       | 1.011 |            |
| 1961.       | 1.097 |            |
| 1971.       | 1.345 |            |
| 1981.       | 1.841 |            |
| 1991.       | 2.177 |            |

### Порекло становништва
У Оптеруши је 1979. године било око 180 кућа, од којих су 27 српске, 4 циганске, а остало албанске. Четрнаест српских кућа се доселило из суседних села, осам некада давно из Пагаруше, четири некада давно из Братотина и две из Велике Хоче 1917. године. Преци седам кућа су се доселили из Дебра после Велике сеобе Срба.
Српски родови:
- Банзић, седам кућа. Преци су им се доселили из Дебра после сеобе Срба под Арсенијем Чарнојевићем. Славе Митровдан, мала слава Свети Јован.[6]
- Божанић, осам кућа. Преци су им се некада давно доселили из суседног села Пагаруше. Тамо су се презивали Јовановић, па су дошавши у Оптерушу узели ново презиме. Славе Ђурђиц, мала слава Ђурђевдан.
- Бурзић, шест кућа. Не чувају предање о пореклу. Славе Аранђеловдан, мала слава Свети Аранђео.
- Васић, четири куће. Доселили су се некада давно из Братотина. Славе Никољдан, мала слава Свети Никола летњи.
- Симић, две куће. Доселили су се из Велике Хоче 1917. године. Славе Никољдан, мала слава Госпођиндан.[7]